# Huset Sachsen-Coburg og Gotha
Sachsen-Coburg og Gotha (tysk: Haus Sachsen-Coburg und Gotha) er en tysk fyrsteslægt, en del af den Wettinske slægt.
Det belgiske (fra 1831) kongehus er en gren af slægten, der tidligere også regerede i Portugal (1853-1910), Bulgarien (1887-1946) og Storbritannien (1901-2022).
Hertugdømmet Sachsen-Coburg og Gotha opstod i 1826 som en personalunion mellem Sachsen-Coburg og Sachsen-Gotha.

## Huset Sachsen-Coburg og Gotha

### Titulære overhoveder for alle grene af Huset Sachsen-Coburg og Gotha
- Ernst 1., hertug af Sachsen-Coburg og Gotha 1826-1844.
- Ernst 2., hertug af Sachsen-Coburg og Gotha 1844-1893.
- Edward 7. af Storbritannien (1893-1910), konge 1901-1910.
- George 5. af Storbritannien (1910-1936), konge 1910-1936.
- Edward 8. af Storbritannien (1936-1972), konge januar-december 1936.
- Henry, hertug af Gloucester (1972-1974).
- Richard, hertug af Gloucester (1974-nu), gift med den danskfødte Birgitte Eva Henriksen (Birgitte van Deurs).

### Hertuger af Sachsen-Coburg og Gotha, 1826 – 1918
- Ernst I 1826-1844
- Ernst II 1844-1893
- Alfred 1893-1900
- Carl Eduard 1900-1918

### Arvinge til titlen Hertug af Albany
- 1954-1972: Johann Leopold Prinz von Sachsen-Coburg und Gotha (1906-1972), kronprins til Sachsen-Coburg og Gotha (1906-1918), gift i 1932 med Feodora Freiin von der Horst (1905-1991).
- 1972-1996: Ernst Leopold Prinz von Sachsen-Coburg und Gotha (1936-1996), da hans mor var født som baronesse, havde han ikke arveret til Sachsen-Coburg og Gotha.
- 1996-nu: Hubertus Prinz von Sachsen-Coburg und Gotha (født 1961), da hans bedstemor var født som baronesse, har han ikke arveret til Sachsen-Coburg og Gotha. 
  - Sebastian Prinz von Sachsen-Coburg und Gotha (født 1994).

### Overhoveder for den hertugelige gren af huset Sachsen-Coburg-Gotha fra 1918
- Carl Eduard 1918-1954
- Prins Friedrich Josias 1954-1998
- Prins Andreas 1998-
  - Prins Hubertus (født 1975)

### Konger af Belgien af huset Sachsen-Coburg-Gotha
- Leopold I (1831-1865)
- Leopold II (1865-1909)
- Albert I (1909-1934)
- Leopold III (1934-1951)
- Baudouin I (1951-1993)
- Albert II (1993-2013)
- Philippe af Belgien (2013-)
  - Elisabeth af Belgien, hertuginde af Brabrant (født 2001)

### Konger af Portugal af huset Sachsen-Coburg-Gotha
- Ferdinand II af Portugal, titulær konge 1837-1853, regent 1853-1855
- Pedro V (1853-1861)
- Louis (1861-1889)
- Carlos (1889-1908)
- Manuel II (1908-1910) (d.1932)

### Tsarer af Bulgarien af huset Sachsen-Coburg-Gotha
- Ferdinand, fyrste 1887-1908, konge 1908-1918, død 1948.
- Boris III (1918-1943)
- Simeon II (1943-1946) – senere statsminister i Bulgarien (2001-2005)

### Konger og dronninger af Storbritannien og Irland (til 1927) og Storbritannien og Nordirland af huset Sachsen-Coburg-Gotha
Albert af Sachsen-Coburg-Gotha blev gift med dronning Victoria af Storbritannien den 10. februar 1840, og da hun døde, efterfulgte den første mand af slægten Sachsen-Coburg-Gotha hende på den britiske trone.
Sachsen-Coburg-Gotha blev brugt som slægtsnavn fra 1901 (og afløste da Hannover) til 1917 (mens de kongeliges personlige navn var Wettin), men i forbindelse med første verdenskrig blev navnet ændret til Windsor af Georg V.
- Edward VII (1901-1910)
- George V (1910-1936)
- Edward VIII (1936)
- Georg VI (1936-1952)
- Elisabeth II (1952-2022)

Efter dronning Elizabeth II's død overgik tronen i genealogisk (agnatisk) forstand til fyrstehuset Slesvig-Holsten-Sønderborg-Glücksborg, da efterfølgeren Charles 3. (og de næste efter ham i tronfølgen) tilhører faderens slægt.